# コトル級フリゲート
コトル級フリゲート（英語: Kotor-class frigate）は、ユーゴスラビア海軍が運用していたフリゲートの艦級。ユーゴスラビア（現・クロアチア）のチトー造船所で2隻が建造された。

## 設計

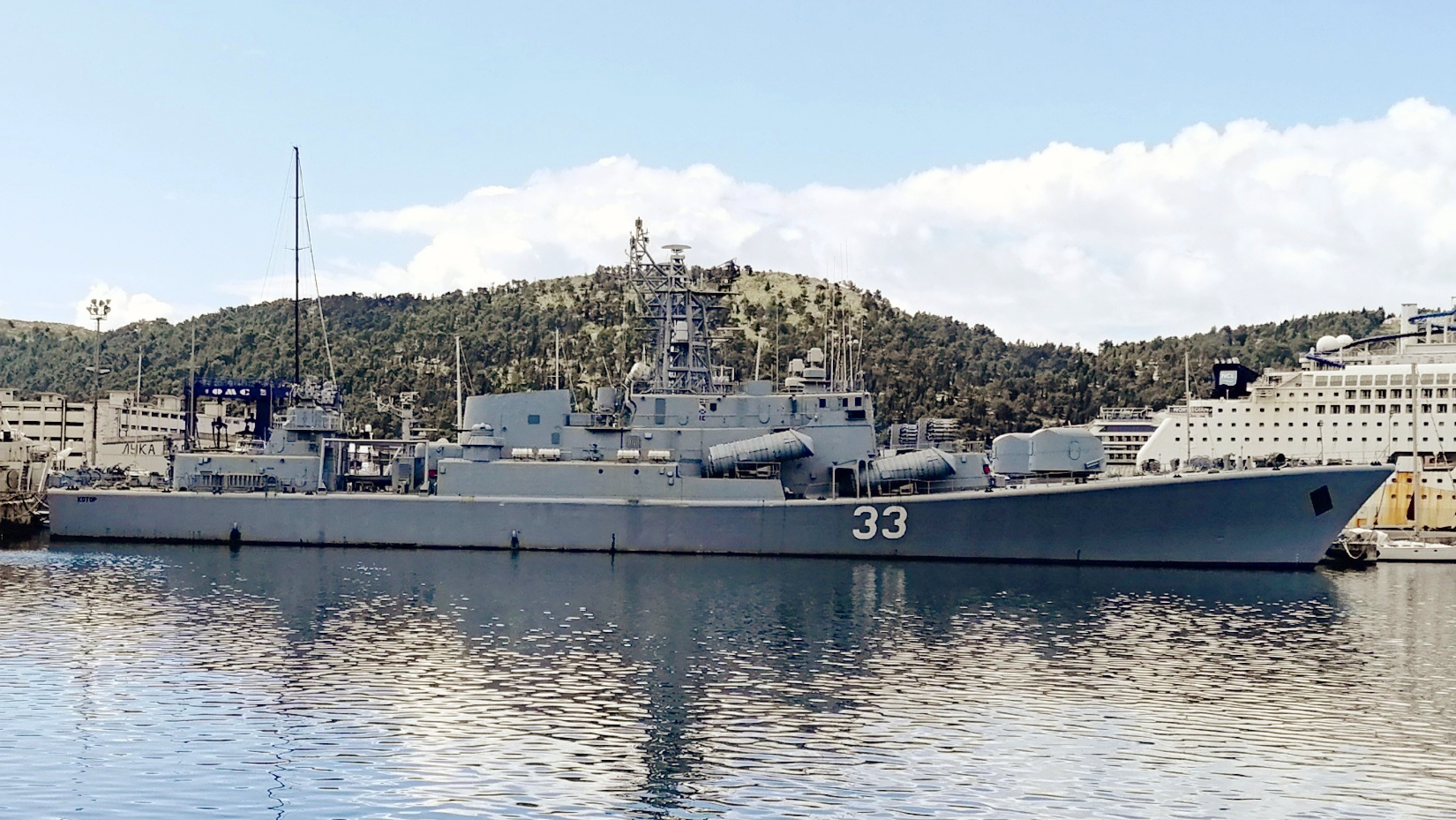
P-33（2021年）

設計と建造はユーゴスラビアで行われた。全体的な設計は、ユーゴスラビア海軍でも運用されていたソ連製のコニ型フリゲートをベースにしているが、上構を中心にかなりの変更が加えられている。
機関はCODAG方式で、ソ連製のガスタービンエンジンとフランス製のディーゼルエンジン2基を組み合わせている。
主センサーとしては、Fバンドの対空・対水上捜索レーダーであるMR-302 ルブカ（NATO名「ストラット・カーブ」）をマスト頂部に搭載している。その他のセンサーもソ連製が多いが、主砲・艦対艦ミサイルの射撃指揮レーダーにはフィリップス社（現・SAAB）の9LV200を採用している。
主砲として艦首にAK-726 59口径76mm連装砲を、近接防空用として上部構造物の両舷にAK-230 65口径30mm連装機関砲を搭載している。艦対艦ミサイルはP-15M（NATO名「SS-N-2C スティックス」）で、艦橋付近の両舷に単装発射筒を2基ずつ、前方に向けて搭載している。艦対空ミサイルは4K33（NATO名「SA-N-4 ゲッコー」）で、上部構造物の後端付近に格納式の連装発射機1基がある。対潜兵器としては、艦橋前方にRBU-6000対潜ロケット発射機2基を搭載している。このほか、防御用装備としてワロップ社のバリケード チャフ発射機2基がある。

## 運用史
コトル級フリゲートは1986年と1988年にユーゴスラビア海軍に就役し、スプリトに配備された。ユーゴスラビア紛争後はユーゴスラビア連邦共和国、セルビア・モンテネグロを経てモンテネグロの所属となり、配備先もティヴァト（1992 - 2008）、バール（2008 -）と変遷した。就役後期にはミサイル兵装と対潜ロケット発射機は使用されなくなり、哨戒艦として運用された。また、元々の艦名（コトル、プーラ）は使用されなくなり、艦番号（P-33、P-34）のみで識別された。
2000年に近代化改修を受け、戦闘情報システムを搭載した。
P-34は2003年にイタリアで同国海軍との合同演習に参加、2007年にはADRION（アドリア海・イオニア海イニシアチブ）の一環としてギリシャで活動し、2009年と2010年にはモンテネグロでアメリカ海軍とフランス海軍・ドイツ海軍・トルコ海軍の軍艦と合同演習を行った。
モンテネグロ海軍の規模と比較して能力が過大で運用コストが高く、2019年に両艦とも退役した。

## 同型艦
| 番号          | 艦名         | 建造         | 起工   | 進水            | 就役            | 退役   |
| ------------- | ------------ | ------------ | ------ | --------------- | --------------- | ------ |
| VPBR-33 →P-33 | コトル Kotor | チトー造船所 | 1981年 | 1985年 5月21日  | 1986年 12月29日 | 2019年 |
| VPBR-34 →P-34 | プーラ Pula  | チトー造船所 | 1982年 | 1986年 12月18日 | 1988年 2月28日  | 2019年 |